# Liste des monuments historiques protégés en 1972
Cet article recense les monuments historiques français classés ou inscrits en 1972.

## Protections
| Édifice                                                          | Commune                          | Département             | Région                     | Protection               | Base Mérimée                         | Coordonnées                        | Image |
| ---------------------------------------------------------------- | -------------------------------- | ----------------------- | -------------------------- | ------------------------ | ------------------------------------ | ---------------------------------- | ----- |
| Parc du château de Pont-de-Veyle                                 | Pont-de-Veyle                    | Ain                     | Auvergne-Rhône-Alpes       | inscrit substitué (2020) | « PA00116533 », notice no PA00116533 | 46° 15′ 57″ nord, 4° 53′ 05″ est   |       |
| Immeuble Dagallier                                               | Pont-de-Veyle                    | Ain                     | Auvergne-Rhône-Alpes       | inscrit                  | « PA00116534 », notice no PA00116534 | 46° 15′ 42″ nord, 4° 53′ 16″ est   |       |
| Église Saint-Jean-Baptiste                                       | Saint-Jean-sur-Reyssouze         | Ain                     | Auvergne-Rhône-Alpes       | inscrit                  | « PA00116555 », notice no PA00116555 | 46° 23′ 48″ nord, 5° 03′ 46″ est   |       |
| Château de Beaulon (Beaulon)                                     | Beaulon                          | Allier                  | Auvergne-Rhône-Alpes       | inscrit                  | « PA00092985 », notice no PA00092985 | 46° 36′ 01″ nord, 3° 40′ 14″ est   |       |
| Château de la Cour-en-Chapeau                                    | Chapeau                          | Allier                  | Auvergne-Rhône-Alpes       | classé                   | « PA00093037 », notice no PA00093037 | 46° 29′ 17″ nord, 3° 30′ 56″ est   |       |
| Château de Jaligny-sur-Besbre                                    | Jaligny-sur-Besbre               | Allier                  | Auvergne-Rhône-Alpes       | inscrit                  | « PA00093125 », notice no PA00093125 | 46° 22′ 43″ nord, 3° 35′ 29″ est   |       |
| Presbytère de Jenzat                                             | Jenzat                           | Allier                  | Auvergne-Rhône-Alpes       | inscrit                  | « PA00093128 », notice no PA00093128 | 46° 09′ 52″ nord, 3° 11′ 34″ est   |       |
| Maison                                                           | Moulins                          | Allier                  | Auvergne-Rhône-Alpes       | inscrit                  | « PA00093219 », notice no PA00093219 | 46° 33′ 50″ nord, 3° 19′ 29″ est   |       |
| Maison                                                           | Moulins                          | Allier                  | Auvergne-Rhône-Alpes       | classé                   | « PA00093227 », notice no PA00093227 | 46° 33′ 46″ nord, 3° 19′ 36″ est   |       |
| Logis d'Henri IV                                                 | Neuilly-le-Réal                  | Allier                  | Auvergne-Rhône-Alpes       | inscrit                  | « PA00093248 », notice no PA00093248 | 46° 27′ 49″ nord, 3° 25′ 52″ est   |       |
| Château du Vieux Chambord                                        | Treteau                          | Allier                  | Auvergne-Rhône-Alpes       | classé                   | « PA00093320 », notice no PA00093320 | 46° 21′ 32″ nord, 3° 34′ 01″ est   |       |
| Maison à pans de bois                                            | Verneuil-en-Bourbonnais          | Allier                  | Auvergne-Rhône-Alpes       | inscrit                  | « PA00093336 », notice no PA00093336 | 46° 20′ 48″ nord, 3° 15′ 03″ est   |       |
| Anciens chalets de l'Empereur et de l'Impératrice                | Vichy                            | Allier                  | Auvergne-Rhône-Alpes       | inscrit                  | « PA00093340 », notice no PA00093340 | 46° 07′ 28″ nord, 3° 25′ 02″ est   |       |
| Église Saint-Martin                                              | Saint-Martin-les-Eaux            | Alpes-de-Haute-Provence | Provence-Alpes-Côte d'Azur | inscrit                  | « PA00080468 », notice no PA00080468 | 43° 52′ 30″ nord, 5° 44′ 03″ est   |       |
| Église Notre-Dame                                                | Tartonne                         | Alpes-de-Haute-Provence | Provence-Alpes-Côte d'Azur | inscrit                  | « PA00080500 », notice no PA00080500 | 44° 03′ 55″ nord, 6° 23′ 34″ est   |       |
| Château de Gourdon                                               | Gourdon                          | Alpes-Maritimes         | Provence-Alpes-Côte d'Azur | inscrit                  | « PA00080725 », notice no PA00080725 | 43° 43′ 12″ nord, 6° 58′ 42″ est   |       |
| Château de la Roche                                              | Mirabel                          | Ardèche                 | Auvergne-Rhône-Alpes       | inscrit                  | « PA00116733 », notice no PA00116733 | 44° 36′ 33″ nord, 4° 29′ 55″ est   |       |
| Croix de cimetière d'Antheny                                     | Antheny                          | Ardennes                | Grand Est                  | classé                   | « PA00078331 », notice no PA00078331 | 49° 50′ 52″ nord, 4° 18′ 50″ est   |       |
| Hôtel de préfecture des Ardennes                                 | Charleville-Mézières             | Ardennes                | Grand Est                  | inscrit                  | « PA00078417 », notice no PA00078417 | 49° 45′ 42″ nord, 4° 43′ 13″ est   |       |
| Château des comtes de Bryas                                      | Fumay                            | Ardennes                | Grand Est                  | inscrit                  | « PA00078440 », notice no PA00078440 | 49° 59′ 37″ nord, 4° 42′ 14″ est   |       |
| Église Notre-Dame de Nouvion-sur-Meuse                           | Nouvion-sur-Meuse                | Ardennes                | Grand Est                  | inscrit                  | « PA00078478 », notice no PA00078478 | 49° 41′ 54″ nord, 4° 47′ 41″ est   |       |
| Chapelle de Giraumont                                            | Saint-Marcel                     | Ardennes                | Grand Est                  | inscrit                  | « PA00078503 », notice no PA00078503 | 49° 45′ 49″ nord, 4° 33′ 33″ est   |       |
| Église Saint-Martin de Tannay                                    | Tannay                           | Ardennes                | Grand Est                  | classé                   | « PA00078530 », notice no PA00078530 | 49° 31′ 33″ nord, 4° 50′ 01″ est   |       |
| Croix Saint-Roch                                                 | Tourteron                        | Ardennes                | Grand Est                  | inscrit                  | « PA00078534 », notice no PA00078534 | 49° 32′ 29″ nord, 4° 38′ 20″ est   |       |
| Église Saint-Martin de Vendresse                                 | Vendresse                        | Ardennes                | Grand Est                  | inscrit                  | « PA00078537 », notice no PA00078537 | 49° 36′ 12″ nord, 4° 47′ 42″ est   |       |
| Haut-fourneau de Vendresse                                       | Vendresse                        | Ardennes                | Grand Est                  | inscrit                  | « PA00078538 », notice no PA00078538 | 49° 36′ 13″ nord, 4° 47′ 16″ est   |       |
| Église Saint-Pierre de Villers-Semeuse                           | Villers-Semeuse                  | Ardennes                | Grand Est                  | inscrit                  | « PA00078541 », notice no PA00078541 | 49° 44′ 22″ nord, 4° 45′ 04″ est   |       |
| Immeuble                                                         | Bar-sur-Aube                     | Aube                    | Grand Est                  | inscrit                  | « PA00078035 », notice no PA00078035 | 48° 13′ 59″ nord, 4° 42′ 28″ est   |       |
| Le Petit-Clairvaux                                               | Bar-sur-Aube                     | Aube                    | Grand Est                  | inscrit                  | « PA00078033 », notice no PA00078033 | 48° 13′ 58″ nord, 4° 42′ 32″ est   |       |
| Hôtel des comtes de Brienne                                      | Bar-sur-Aube                     | Aube                    | Grand Est                  | inscrit                  | « PA00078032 », notice no PA00078032 | 48° 14′ 00″ nord, 4° 42′ 27″ est   |       |
| Hôtel de ville                                                   | Bar-sur-Aube                     | Aube                    | Grand Est                  | inscrit                  | « PA00078029 », notice no PA00078029 | 48° 14′ 00″ nord, 4° 42′ 20″ est   |       |
| Immeuble                                                         | Bar-sur-Aube                     | Aube                    | Grand Est                  | classé                   | « PA00078034 », notice no PA00078034 | 48° 13′ 57″ nord, 4° 42′ 27″ est   |       |
| Église de l'Assomption-de-la-Vierge                              | Charmont-sous-Barbuise           | Aube                    | Grand Est                  | inscrit                  | « PA00078078 », notice no PA00078078 | 48° 23′ 57″ nord, 4° 11′ 10″ est   |       |
| Église Saint-Benoît                                              | Feuges                           | Aube                    | Grand Est                  | inscrit                  | « PA00078112 », notice no PA00078112 | 48° 23′ 48″ nord, 4° 06′ 22″ est   |       |
| Halle                                                            | Piney                            | Aube                    | Grand Est                  | classé                   | « PA00078181 », notice no PA00078181 | 48° 21′ 49″ nord, 4° 19′ 57″ est   |       |
| Église Saint-Lyé                                                 | Saint-Lyé                        | Aube                    | Grand Est                  | inscrit                  | « PA00078224 », notice no PA00078224 | 48° 21′ 40″ nord, 4° 00′ 21″ est   |       |
| Croix                                                            | Vallentigny                      | Aube                    | Grand Est                  | inscrit                  | « PA00078288 », notice no PA00078288 | 48° 26′ 52″ nord, 4° 34′ 47″ est   |       |
| Église de l'Assomption-de-la-Vierge                              | Villemaur-sur-Vanne              | Aube                    | Grand Est                  | classé                   | « PA00078302 », notice no PA00078302 | 48° 15′ 26″ nord, 3° 43′ 40″ est   |       |
| Château de Marquein                                              | Marquein                         | Aude                    | Occitanie                  | classé                   | « PA00102759 », notice no PA00102759 | 43° 18′ 06″ nord, 1° 43′ 59″ est   |       |
| Église Saint-André                                               | Montolieu                        | Aude                    | Occitanie                  | classé                   | « PA00102783 », notice no PA00102783 | 43° 18′ 39″ nord, 2° 12′ 53″ est   |       |
| Église Notre-Dame                                                | Puichéric                        | Aude                    | Occitanie                  | inscrit                  | « PA00102869 », notice no PA00102869 | 43° 13′ 28″ nord, 2° 37′ 28″ est   |       |
| Hôtel Ricard de Brégançon                                        | Aix-en-Provence                  | Bouches-du-Rhône        | Provence-Alpes-Côte d'Azur | inscrit                  | « PA00081064 », notice no PA00081064 | 43° 31′ 42″ nord, 5° 27′ 05″ est   |       |
| Chapelle Saint-Honorat                                           | Châteaurenard                    | Bouches-du-Rhône        | Provence-Alpes-Côte d'Azur | inscrit                  | « PA00081237 », notice no PA00081237 | 43° 52′ 49″ nord, 4° 51′ 13″ est   |       |
| Vestiges archéologiques                                          | Marseille                        | Bouches-du-Rhône        | Provence-Alpes-Côte d'Azur | classé                   | « PA00081369 », notice no PA00081369 | 43° 17′ 52″ nord, 5° 22′ 29″ est   |       |
| Chapelle Saint-Pierre                                            | Peynier                          | Bouches-du-Rhône        | Provence-Alpes-Côte d'Azur | classé                   | « PA00081405 », notice no PA00081405 | 43° 27′ 10″ nord, 5° 38′ 12″ est   |       |
| Château de Barbeville                                            | Barbeville                       | Calvados                | Normandie                  | inscrit                  | « PA00111033 », notice no PA00111033 | 49° 16′ 36″ nord, 0° 45′ 19″ ouest |       |
| Couvent de la Charité                                            | Bayeux                           | Calvados                | Normandie                  | classé                   | « PA00111043 », notice no PA00111043 | 49° 16′ 48″ nord, 0° 42′ 26″ ouest |       |
| Maison d'Adam et Ève                                             | Bayeux                           | Calvados                | Normandie                  | inscrit                  | « PA00111054 », notice no PA00111054 | 49° 16′ 34″ nord, 0° 42′ 15″ ouest |       |
| Ferme du château                                                 | Émiéville                        | Calvados                | Normandie                  | inscrit                  | « PA00111296 », notice no PA00111296 | 49° 09′ 30″ nord, 0° 13′ 24″ ouest |       |
| Château de Combray                                               | Fauguernon                       | Calvados                | Normandie                  | inscrit                  | « PA00111330 », notice no PA00111330 | 49° 11′ 38″ nord, 0° 14′ 42″ est   |       |
| Château de Vauville                                              | Mathieu                          | Calvados                | Normandie                  | inscrit                  | « PA00111529 », notice no PA00111529 | 49° 15′ 15″ nord, 0° 22′ 46″ ouest |       |
| Manoir du Mesnil-Germain                                         | Le Mesnil-Germain                | Calvados                | Normandie                  | inscrit                  | « PA00111538 », notice no PA00111538 | 49° 02′ 54″ nord, 0° 11′ 13″ est   |       |
| Chapelle Saint-Jacques de Vendes                                 | Bassignac                        | Cantal                  | Auvergne-Rhône-Alpes       | classé                   | « PA00093473 », notice no PA00093473 | 45° 17′ 51″ nord, 2° 23′ 15″ est   |       |
| Maison                                                           | Joursac                          | Cantal                  | Auvergne-Rhône-Alpes       | inscrit                  | « PA00093523 », notice no PA00093523 | 45° 08′ 31″ nord, 3° 00′ 19″ est   |       |
| Château de Messac                                                | Laroquebrou                      | Cantal                  | Auvergne-Rhône-Alpes       | inscrit                  | « PA00093527 », notice no PA00093527 | 44° 58′ 17″ nord, 2° 11′ 34″ est   |       |
| château de Laroque                                               | Laroquebrou                      | Cantal                  | Auvergne-Rhône-Alpes       | inscrit                  | « PA00093526 », notice no PA00093526 | 44° 58′ 10″ nord, 2° 11′ 20″ est   |       |
| Château d'Aurouze                                                | Molompize                        | Cantal                  | Auvergne-Rhône-Alpes       | inscrit                  | « PA00093551 », notice no PA00093551 | 45° 14′ 23″ nord, 3° 08′ 30″ est   |       |
| Château d'Oyez                                                   | Saint-Simon                      | Cantal                  | Auvergne-Rhône-Alpes       | inscrit                  | « PA00093659 », notice no PA00093659 | 44° 58′ 36″ nord, 2° 31′ 01″ est   |       |
| Maison                                                           | Salers                           | Cantal                  | Auvergne-Rhône-Alpes       | inscrit                  | « PA00093680 », notice no PA00093680 | 45° 08′ 14″ nord, 2° 29′ 36″ est   |       |
| Enceinte d'Épernon                                               | Angoulême                        | Charente                | Nouvelle-Aquitaine         | inscrit                  | « PA00104229 », notice no PA00104229 | 45° 38′ 54″ nord, 0° 09′ 28″ est   |       |
| Église Saint-Étienne d'Esse                                      | Esse                             | Charente                | Nouvelle-Aquitaine         | inscrit                  | « PA00104363 », notice no PA00104363 | 46° 01′ 55″ nord, 0° 43′ 17″ est   |       |
| Château d'Authon                                                 | Authon-Ébéon                     | Charente-Maritime       | Nouvelle-Aquitaine         | inscrit                  | « PA00104607 », notice no PA00104607 | 45° 50′ 07″ nord, 0° 24′ 14″ ouest |       |
| Église Saint-Aignan de Brinay                                    | Brinay                           | Cher                    | Centre-Val de Loire        | classé                   | « PA00096744 », notice no PA00096744 | 47° 10′ 41″ nord, 2° 07′ 47″ est   |       |
| École d'Épineuil-le-Fleuriel                                     | Épineuil-le-Fleuriel             | Cher                    | Centre-Val de Loire        | inscrit                  | « PA00096795 », notice no PA00096795 | 46° 33′ 29″ nord, 2° 34′ 56″ est   |       |
| Logis Saint-Jean                                                 | Vierzon                          | Cher                    | Centre-Val de Loire        | inscrit                  | « PA00096926 », notice no PA00096926 | 47° 13′ 25″ nord, 2° 04′ 12″ est   |       |
| Église Notre-Dame d'Albignac                                     | Albignac                         | Corrèze                 | Nouvelle-Aquitaine         | classé                   | « PA00099644 », notice no PA00099644 | 45° 08′ 20″ nord, 1° 40′ 39″ est   |       |
| Église Saint-Michel de Chanteix                                  | Chanteix                         | Corrèze                 | Nouvelle-Aquitaine         | inscrit                  | « PA00099708 », notice no PA00099708 | 45° 18′ 37″ nord, 1° 38′ 07″ est   |       |
| Croix de chemin de Chaumeil                                      | Chaumeil                         | Corrèze                 | Nouvelle-Aquitaine         | classé                   | « PA00099713 », notice no PA00099713 | 45° 27′ 22″ nord, 1° 52′ 49″ est   |       |
| Église de Chenailler-Mascheix                                    | Chenailler-Mascheix              | Corrèze                 | Nouvelle-Aquitaine         | inscrit                  | « PA00099715 », notice no PA00099715 | 45° 03′ 13″ nord, 1° 50′ 25″ est   |       |
| Église Notre-Dame de Clergoux                                    | Clergoux                         | Corrèze                 | Nouvelle-Aquitaine         | inscrit                  | « PA00099717 », notice no PA00099717 | 45° 16′ 42″ nord, 1° 58′ 21″ est   |       |
| Église Saint-Martial de Corrèze                                  | Corrèze                          | Corrèze                 | Nouvelle-Aquitaine         | inscrit                  | « PA00099749 », notice no PA00099749 | 45° 22′ 17″ nord, 1° 52′ 31″ est   |       |
| Croix de chemin de Couffy-sur-Sarsonne                           | Couffy-sur-Sarsonne              | Corrèze                 | Nouvelle-Aquitaine         | inscrit                  | « PA00099752 », notice no PA00099752 | 45° 39′ 42″ nord, 2° 19′ 49″ est   |       |
| Église Saint-Pierre de Lissac-sur-Couze                          | Lissac-sur-Couze                 | Corrèze                 | Nouvelle-Aquitaine         | inscrit                  | « PA00099792 », notice no PA00099792 | 45° 06′ 10″ nord, 1° 27′ 39″ est   |       |
| Église Saint-Vincent de Meyssac                                  | Meyssac                          | Corrèze                 | Nouvelle-Aquitaine         | inscrit                  | « PA00099806 », notice no PA00099806 | 45° 03′ 20″ nord, 1° 40′ 28″ est   |       |
| Église Saint-Pierre de Moustier-Ventadour                        | Moustier-Ventadour               | Corrèze                 | Nouvelle-Aquitaine         | inscrit                  | « PA00099812 », notice no PA00099812 | 45° 23′ 40″ nord, 2° 06′ 18″ est   |       |
| Tour Saint-Mexant                                                | Neuvic                           | Corrèze                 | Nouvelle-Aquitaine         | inscrit                  | « PA00099817 », notice no PA00099817 | 45° 22′ 58″ nord, 2° 16′ 19″ est   |       |
| Château de Lacoste                                               | Noailhac                         | Corrèze                 | Nouvelle-Aquitaine         | inscrit                  | « PA00099819 », notice no PA00099819 | 45° 04′ 37″ nord, 1° 35′ 34″ est   |       |
| Château de la Fage                                               | Noailles                         | Corrèze                 | Nouvelle-Aquitaine         | inscrit                  | « PA00099821 », notice no PA00099821 | 45° 04′ 59″ nord, 1° 31′ 06″ est   |       |
| Église Saint-Bonnet-de-Clermont de Saint-Bonnet-près-Bort        | Saint-Bonnet-près-Bort           | Corrèze                 | Nouvelle-Aquitaine         | inscrit                  | « PA00099843 », notice no PA00099843 | 45° 30′ 15″ nord, 2° 25′ 03″ est   |       |
| Église Saint-Étienne de Saint-Étienne-la-Geneste                 | Saint-Étienne-la-Geneste         | Corrèze                 | Nouvelle-Aquitaine         | inscrit                  | « PA00099853 », notice no PA00099853 | 45° 26′ 54″ nord, 2° 20′ 45″ est   |       |
| Église Saint-Pardoux de Saint-Pardoux-l'Ortigier                 | Saint-Pardoux-l'Ortigier         | Corrèze                 | Nouvelle-Aquitaine         | inscrit                  | « PA00099874 », notice no PA00099874 | 45° 17′ 50″ nord, 1° 34′ 41″ est   |       |
| Église Saint-Viance de Saint-Viance                              | Saint-Viance                     | Corrèze                 | Nouvelle-Aquitaine         | inscrit                  | « PA00099881 », notice no PA00099881 | 45° 13′ 03″ nord, 1° 27′ 06″ est   |       |
| Église Sainte-Madeleine de Segonzac                              | Segonzac                         | Corrèze                 | Nouvelle-Aquitaine         | inscrit                  | « PA00099889 », notice no PA00099889 | 45° 16′ 31″ nord, 1° 16′ 41″ est   |       |
| Croix de chemin de Tudeils                                       | Tudeils                          | Corrèze                 | Nouvelle-Aquitaine         | inscrit                  | « PA00099911 », notice no PA00099911 | 45° 03′ 00″ nord, 1° 47′ 38″ est   |       |
| Maison                                                           | Tulle                            | Corrèze                 | Nouvelle-Aquitaine         | inscrit                  | « PA00099926 », notice no PA00099926 | 45° 16′ 13″ nord, 1° 46′ 08″ est   |       |
| Chapelle Saint-Jacques de Tulle                                  | Tulle                            | Corrèze                 | Nouvelle-Aquitaine         | inscrit                  | « PA00099914 », notice no PA00099914 | 45° 15′ 50″ nord, 1° 45′ 57″ est   |       |
| Maison                                                           | Beaune                           | Côte-d'Or               | Bourgogne-Franche-Comté    | inscrit                  | « PA00112124 », notice no PA00112124 | 47° 01′ 22″ nord, 4° 50′ 05″ est   |       |
| Église Saint-Martin                                              | Bézouotte                        | Côte-d'Or               | Bourgogne-Franche-Comté    | inscrit                  | « PA00112138 », notice no PA00112138 | 47° 22′ 59″ nord, 5° 20′ 05″ est   |       |
| Collège des Godrans                                              | Dijon                            | Côte-d'Or               | Bourgogne-Franche-Comté    | inscrit                  | « PA00112261 », notice no PA00112261 | 47° 19′ 09″ nord, 5° 02′ 35″ est   |       |
| Hôtel de Thianges                                                | Dijon                            | Côte-d'Or               | Bourgogne-Franche-Comté    | inscrit                  | « PA00112329 », notice no PA00112329 | 47° 19′ 09″ nord, 5° 02′ 25″ est   |       |
| Hôtel de Lux                                                     | Dijon                            | Côte-d'Or               | Bourgogne-Franche-Comté    | inscrit                  | « PA00112311 », notice no PA00112311 | 47° 19′ 15″ nord, 5° 02′ 13″ est   |       |
| Hôtel Patarin                                                    | Dijon                            | Côte-d'Or               | Bourgogne-Franche-Comté    | inscrit                  | « PA00112317 », notice no PA00112317 | 47° 19′ 10″ nord, 5° 02′ 23″ est   |       |
| Château de Larrey                                                | Larrey                           | Côte-d'Or               | Bourgogne-Franche-Comté    | inscrit                  | « PA00112506 », notice no PA00112506 | 47° 53′ 10″ nord, 4° 26′ 16″ est   |       |
| Maison Bossuet                                                   | Seurre                           | Côte-d'Or               | Bourgogne-Franche-Comté    | inscrit                  | « PA00112680 », notice no PA00112680 | 46° 59′ 56″ nord, 5° 08′ 45″ est   |       |
| Ruines de l'ancienne chapelle de la Trinité                      | Canihuel                         | Côtes-d'Armor           | Bretagne                   | inscrit                  | « PA00089049 », notice no PA00089049 | 48° 21′ 54″ nord, 3° 02′ 34″ ouest |       |
| Chapelle Saint-Gildas                                            | Carnoët                          | Côtes-d'Armor           | Bretagne                   | classé                   | « PA00089054 », notice no PA00089054 | 48° 22′ 19″ nord, 3° 32′ 16″ ouest |       |
| Manoir de Gollodic                                               | Lanrivain                        | Côtes-d'Armor           | Bretagne                   | inscrit                  | « PA00089294 », notice no PA00089294 | 48° 22′ 26″ nord, 3° 11′ 16″ ouest |       |
| Maison à fronton                                                 | Moncontour                       | Côtes-d'Armor           | Bretagne                   | inscrit                  | « PA00089339 », notice no PA00089339 | 48° 21′ 42″ nord, 2° 37′ 59″ ouest |       |
| Manoir du Cloître                                                | Saint-Clet                       | Côtes-d'Armor           | Bretagne                   | inscrit                  | « PA00089609 », notice no PA00089609 | 48° 41′ 21″ nord, 3° 09′ 06″ ouest |       |
| Ancienne forge de Mavaleix                                       | Chalais                          | Dordogne                | Nouvelle-Aquitaine         | inscrit                  | « PA00082461 », notice no PA00082461 | 45° 30′ 21″ nord, 0° 57′ 45″ est   |       |
| Manoir de Sautet                                                 | Molières                         | Dordogne                | Nouvelle-Aquitaine         | inscrit                  | « PA00082650 », notice no PA00082650 | 44° 47′ 55″ nord, 0° 48′ 52″ est   |       |
| Château de Matecoulon                                            | Montpeyroux                      | Dordogne                | Nouvelle-Aquitaine         | classé                   | « PA00082703 », notice no PA00082703 | 44° 55′ 06″ nord, 0° 03′ 20″ est   |       |
| Château de Chaban                                                | Saint-Léon-sur-Vézère            | Dordogne                | Nouvelle-Aquitaine         | inscrit                  | « PA00082857 », notice no PA00082857 | 45° 00′ 47″ nord, 1° 03′ 39″ est   |       |
| Chapelle capitulaire Saint-Paul                                  | Besançon                         | Doubs                   | Bourgogne-Franche-Comté    | inscrit                  | « PA00101463 », notice no PA00101463 | 47° 14′ 21″ nord, 6° 01′ 45″ est   |       |
| Chapelle Saint-Sébastien de Bouchet                              | Bouchet                          | Drôme                   | Auvergne-Rhône-Alpes       | inscrit                  | « PA00116897 », notice no PA00116897 | 44° 17′ 58″ nord, 4° 52′ 28″ est   |       |
| Maison Favor                                                     | Bourg-de-Péage                   | Drôme                   | Auvergne-Rhône-Alpes       | classé                   | « PA00116899 », notice no PA00116899 | 45° 01′ 55″ nord, 5° 02′ 49″ est   |       |
| Église Saint-Valéry                                              | Saint-Vallier                    | Drôme                   | Auvergne-Rhône-Alpes       | inscrit                  | « PA00117063 », notice no PA00117063 | 45° 10′ 44″ nord, 4° 48′ 54″ est   |       |
| Pont de la Reine Blanche                                         | Boussy-Saint-Antoine             | Essonne                 | Île-de-France              | inscrit                  | « PA00087828 », notice no PA00087828 | 48° 41′ 18″ nord, 2° 32′ 00″ est   |       |
| Ferme de la Seigneurie                                           | Crosne                           | Essonne                 | Île-de-France              | inscrit                  | « PA00087878 », notice no PA00087878 | 48° 43′ 00″ nord, 2° 27′ 25″ est   |       |
| Église Saint-Martin de Mondeville                                | Mondeville                       | Essonne                 | Île-de-France              | inscrit                  | « PA00087966 », notice no PA00087966 | 48° 29′ 29″ nord, 2° 24′ 57″ est   |       |
| Église Notre-Dame-de-l'Assomption de Verrières-le-Buisson        | Verrières-le-Buisson             | Essonne                 | Île-de-France              | inscrit                  | « PA00088030 », notice no PA00088030 | 48° 44′ 52″ nord, 2° 15′ 50″ est   |       |
| Château de Saudreville                                           | Villeconin                       | Essonne                 | Île-de-France              | inscrit                  | « PA00088035 », notice no PA00088035 | 48° 29′ 56″ nord, 2° 07′ 50″ est   |       |
| Trou du Sarrazin                                                 | Villeneuve-sur-Auvers            | Essonne                 | Île-de-France              | classé                   | « PA00088042 », notice no PA00088042 | 48° 28′ 39″ nord, 2° 14′ 38″ est   |       |
| Porte                                                            | Tillières-sur-Avre               | Eure                    | Normandie                  | inscrit                  | « PA00099588 », notice no PA00099588 | 48° 45′ 23″ nord, 1° 03′ 15″ est   |       |
| Hôtel de la Pilhallière                                          | Verneuil-sur-Avre                | Eure                    | Normandie                  | inscrit                  | « PA00099603 », notice no PA00099603 | 48° 44′ 16″ nord, 0° 55′ 44″ est   |       |
| Maison à pans de bois                                            | Brou                             | Eure-et-Loir            | Centre-Val de Loire        | inscrit                  | « PA00096985 », notice no PA00096985 | 48° 12′ 37″ nord, 1° 09′ 58″ est   |       |
| Portail                                                          | Coulombs                         | Eure-et-Loir            | Centre-Val de Loire        | inscrit                  | « PA00097085 », notice no PA00097085 | 48° 39′ 04″ nord, 1° 32′ 33″ est   |       |
| Château de la Hallière                                           | Digny                            | Eure-et-Loir            | Centre-Val de Loire        | inscrit                  | « PA00097096 », notice no PA00097096 | 48° 31′ 05″ nord, 1° 07′ 15″ est   |       |
| Tour du Pilori                                                   | Lormaye                          | Eure-et-Loir            | Centre-Val de Loire        | inscrit                  | « PA00097137 », notice no PA00097137 | 48° 38′ 49″ nord, 1° 32′ 23″ est   |       |
| Maison                                                           | Nogent-le-Rotrou                 | Eure-et-Loir            | Centre-Val de Loire        | inscrit                  | « PA00097178 », notice no PA00097178 | 48° 18′ 57″ nord, 0° 49′ 13″ est   |       |
| Croix de Langoziliz                                              | Cléder                           | Finistère               | Bretagne                   | inscrit                  | « PA00089874 », notice no PA00089874 | 48° 39′ 56″ nord, 4° 07′ 18″ ouest |       |
| Immeuble                                                         | Morlaix                          | Finistère               | Bretagne                   | inscrit                  | « PA00090132 », notice no PA00090132 | 48° 34′ 44″ nord, 3° 49′ 41″ ouest |       |
| Chapelle Sainte-Barbe de Névez                                   | Névez                            | Finistère               | Bretagne                   | inscrit                  | « PA00090139 », notice no PA00090139 | 47° 49′ 13″ nord, 3° 47′ 32″ ouest |       |
| Chapelle Saint-Mathieu de Kerc'hras                              | Névez                            | Finistère               | Bretagne                   | inscrit                  | « PA00090140 », notice no PA00090140 | 47° 49′ 37″ nord, 3° 46′ 42″ ouest |       |
| Stèle protohistorique                                            | Névez                            | Finistère               | Bretagne                   | inscrit                  | « PA00090146 », notice no PA00090146 | 47° 49′ 11″ nord, 3° 47′ 30″ ouest |       |
| Tumulus                                                          | Plogonnec                        | Finistère               | Bretagne                   | inscrit                  | « PA00090184 », notice no PA00090184 | 48° 04′ 21″ nord, 4° 10′ 45″ ouest |       |
| Stèle protohistorique                                            | Plogonnec                        | Finistère               | Bretagne                   | inscrit                  | « PA00090182 », notice no PA00090182 | 48° 03′ 37″ nord, 4° 10′ 33″ ouest |       |
| Calvaire-autel de Kergoal                                        | Plouescat                        | Finistère               | Bretagne                   | inscrit                  | « PA00090216 », notice no PA00090216 | 48° 38′ 57″ nord, 4° 09′ 24″ ouest |       |
| Kroaz-Méan                                                       | Plougoulm                        | Finistère               | Bretagne                   | inscrit                  | « PA00090246 », notice no PA00090246 | 48° 39′ 09″ nord, 4° 02′ 23″ ouest |       |
| Maison des Archers                                               | Quimperlé                        | Finistère               | Bretagne                   | classé                   | « PA00090389 », notice no PA00090389 | 47° 52′ 23″ nord, 3° 32′ 45″ ouest |       |
| Église Saint-Hernin de Saint-Hernin                              | Saint-Hernin                     | Finistère               | Bretagne                   | inscrit                  | « PA00090418 », notice no PA00090418 | 48° 13′ 05″ nord, 3° 38′ 04″ ouest |       |
| Immeuble                                                         | Castillon-du-Gard                | Gard                    | Occitanie                  | inscrit                  | « PA00103035 », notice no PA00103035 | 43° 58′ 17″ nord, 4° 33′ 15″ est   |       |
| Immeuble                                                         | Castillon-du-Gard                | Gard                    | Occitanie                  | inscrit                  | « PA00103036 », notice no PA00103036 | 43° 58′ 16″ nord, 4° 33′ 15″ est   |       |
| Église Saint-Adrien de Caveirac                                  | Caveirac                         | Gard                    | Occitanie                  | inscrit                  | « PA00103040 », notice no PA00103040 | 43° 49′ 33″ nord, 4° 15′ 42″ est   |       |
| Château de Fan                                                   | Lussan                           | Gard                    | Occitanie                  | inscrit                  | « PA00103067 », notice no PA00103067 | 44° 09′ 24″ nord, 4° 21′ 31″ est   |       |
| Immeuble                                                         | Nîmes                            | Gard                    | Occitanie                  | inscrit                  | « PA00103111 », notice no PA00103111 | 43° 50′ 21″ nord, 4° 21′ 35″ est   |       |
| Église Saint-Michel de Poulx                                     | Poulx                            | Gard                    | Occitanie                  | inscrit                  | « PA00103173 », notice no PA00103173 | 43° 54′ 39″ nord, 4° 25′ 28″ est   |       |
| Château de Rousson                                               | Rousson                          | Gard                    | Occitanie                  | inscrit                  | « PA00103188 », notice no PA00103188 | 44° 11′ 07″ nord, 4° 08′ 12″ est   |       |
| Couvent de Boulaur                                               | Boulaur                          | Gers                    | Occitanie                  | inscrit                  | « PA00094749 », notice no PA00094749 | 43° 32′ 28″ nord, 0° 46′ 31″ est   |       |
| Château de Peyriac                                               | Condom                           | Gers                    | Occitanie                  | inscrit                  | « PA00094772 », notice no PA00094772 | 43° 56′ 51″ nord, 0° 24′ 37″ est   |       |
| Château du Busca-Maniban                                         | Mansencôme                       | Gers                    | Occitanie                  | classé                   | « PA00094854 », notice no PA00094854 | 43° 52′ 24″ nord, 0° 19′ 09″ est   |       |
| Église Saint-Mamet de Peyrusse-Grande                            | Peyrusse-Grande                  | Gers                    | Occitanie                  | classé                   | « PA00094891 », notice no PA00094891 | 43° 37′ 57″ nord, 0° 12′ 52″ est   |       |
| Commanderie de Saint-Antoine                                     | Saint-Antoine                    | Gers                    | Occitanie                  | inscrit                  | « PA00094907 », notice no PA00094907 | 44° 02′ 12″ nord, 0° 50′ 26″ est   |       |
| Château du Barrail                                               | Eynesse                          | Gironde                 | Nouvelle-Aquitaine         | inscrit                  | « PA00083543 », notice no PA00083543 | 44° 49′ 07″ nord, 0° 07′ 47″ est   |       |
| Église Notre-Dame de Benon                                       | Saint-Laurent-Médoc              | Gironde                 | Nouvelle-Aquitaine         | classé                   | « PA00083756 », notice no PA00083756 | 45° 06′ 57″ nord, 0° 50′ 49″ ouest |       |
| Église mixte Saint-Jacques-le-Majeur                             | Hunawihr                         | Haut-Rhin               | Grand Est                  | classé                   | « PA00085463 », notice no PA00085463 | 48° 10′ 42″ nord, 7° 18′ 38″ est   |       |
| Nécropole préromaine d'Aléria                                    | Aléria                           | Haute-Corse             | Corse                      | classé                   | « PA00099151 », notice no PA00099151 | 42° 05′ 02″ nord, 9° 30′ 00″ est   |       |
| Chapelle Saint-Paul de Pujos                                     | Estadens                         | Haute-Garonne           | Occitanie                  | inscrit                  | « PA00094329 », notice no PA00094329 | 43° 02′ 00″ nord, 0° 48′ 48″ est   |       |
| Grottes de Lespugue                                              | Lespugue                         | Haute-Garonne           | Occitanie                  | classé                   | « PA00094369 », notice no PA00094369 | 43° 14′ 04″ nord, 0° 39′ 49″ est   |       |
| Monastère des Religieux de Vienne                                | Toulouse                         | Haute-Garonne           | Occitanie                  | inscrit                  | « PA00094624 », notice no PA00094624 | 43° 36′ 12″ nord, 1° 26′ 49″ est   |       |
| Chapelle du Fraisse                                              | Beauzac                          | Haute-Loire             | Auvergne-Rhône-Alpes       | inscrit                  | « PA00092599 », notice no PA00092599 | 45° 13′ 23″ nord, 4° 06′ 04″ est   |       |
| Fontaine Saint-Julien de Brioude                                 | Brioude                          | Haute-Loire             | Auvergne-Rhône-Alpes       | inscrit                  | « PA00092617 », notice no PA00092617 | 45° 18′ 31″ nord, 3° 22′ 31″ est   |       |
| Hôtel de Rochely                                                 | Brioude                          | Haute-Loire             | Auvergne-Rhône-Alpes       | inscrit                  | « PA00092618 », notice no PA00092618 | 45° 17′ 33″ nord, 3° 23′ 04″ est   |       |
| Château de la Borie                                              | Chenereilles                     | Haute-Loire             | Auvergne-Rhône-Alpes       | classé                   | « PA00092650 », notice no PA00092650 | 45° 07′ 53″ nord, 4° 12′ 49″ est   |       |
| Église Saint-Voy de Mazet-Saint-Voy                              | Mazet-Saint-Voy                  | Haute-Loire             | Auvergne-Rhône-Alpes       | inscrit                  | « PA00092702 », notice no PA00092702 | 45° 03′ 09″ nord, 4° 14′ 20″ est   |       |
| Maison Thomas                                                    | Pradelles                        | Haute-Loire             | Auvergne-Rhône-Alpes       | inscrit                  | « PA00092734 », notice no PA00092734 | 44° 46′ 08″ nord, 3° 52′ 52″ est   |       |
| Tour de Rochely                                                  | Pradelles                        | Haute-Loire             | Auvergne-Rhône-Alpes       | inscrit                  | « PA00092738 », notice no PA00092738 | 44° 46′ 07″ nord, 3° 52′ 55″ est   |       |
| Porte du Besset                                                  | Pradelles                        | Haute-Loire             | Auvergne-Rhône-Alpes       | inscrit                  | « PA00092736 », notice no PA00092736 | 44° 46′ 07″ nord, 3° 52′ 57″ est   |       |
| Fontaine                                                         | Le Puy-en-Velay                  | Haute-Loire             | Auvergne-Rhône-Alpes       | inscrit                  | « PA00092754 », notice no PA00092754 | 45° 02′ 41″ nord, 3° 53′ 23″ est   |       |
| Maison                                                           | Le Puy-en-Velay                  | Haute-Loire             | Auvergne-Rhône-Alpes       | inscrit                  | « PA00092790 », notice no PA00092790 | 45° 02′ 18″ nord, 3° 52′ 56″ est   |       |
| Maison                                                           | Le Puy-en-Velay                  | Haute-Loire             | Auvergne-Rhône-Alpes       | inscrit                  | « PA00092794 », notice no PA00092794 | 45° 02′ 35″ nord, 3° 53′ 04″ est   |       |
| Collège Lafayette                                                | Le Puy-en-Velay                  | Haute-Loire             | Auvergne-Rhône-Alpes       | inscrit                  | « PA00092745 », notice no PA00092745 | 45° 02′ 38″ nord, 3° 53′ 13″ est   |       |
| Croix de Cossanges                                               | Saint-Pal-de-Chalencon           | Haute-Loire             | Auvergne-Rhône-Alpes       | classé                   | « PA00092864 », notice no PA00092864 | 45° 21′ 27″ nord, 3° 56′ 50″ est   |       |
| Église Notre-Dame-de-l'Assomption de Châteauvillain              | Châteauvillain                   | Haute-Marne             | Grand Est                  | classé                   | « PA00079003 », notice no PA00079003 | 48° 02′ 06″ nord, 4° 55′ 09″ est   |       |
| Immeuble                                                         | Chaumont                         | Haute-Marne             | Grand Est                  | classé                   | « PA00079022 », notice no PA00079022 | 48° 06′ 36″ nord, 5° 08′ 13″ est   |       |
| Couvent des Carmélites                                           | Chaumont                         | Haute-Marne             | Grand Est                  | classé                   | « PA00079011 », notice no PA00079011 | 48° 06′ 50″ nord, 5° 08′ 26″ est   |       |
| Couvent des Dominicains                                          | Langres                          | Haute-Marne             | Grand Est                  | inscrit                  | « PA00079092 », notice no PA00079092 | 47° 52′ 02″ nord, 5° 20′ 10″ est   |       |
| Maison forte de Rivière-les-Fosses                               | Rivière-les-Fosses               | Haute-Marne             | Grand Est                  | inscrit                  | « PA00079201 », notice no PA00079201 | 47° 39′ 29″ nord, 5° 13′ 58″ est   |       |
| Chapelle Saint-Gengoulph de Varennes-sur-Amance                  | Varennes-sur-Amance              | Haute-Marne             | Grand Est                  | inscrit                  | « PA00079248 », notice no PA00079248 | 47° 53′ 42″ nord, 5° 37′ 08″ est   |       |
| Croix de cimetière de Vesvres-sous-Chalancey                     | Vesvres-sous-Chalancey           | Haute-Marne             | Grand Est                  | inscrit                  | « PA00079265 », notice no PA00079265 | 47° 41′ 35″ nord, 5° 10′ 13″ est   |       |
| Château de Champlitte                                            | Champlitte                       | Haute-Saône             | Bourgogne-Franche-Comté    | inscrit                  | « PA00102129 », notice no PA00102129 | 47° 36′ 58″ nord, 5° 30′ 49″ est   |       |
| Hôtel de ville de Thonon-les-Bains                               | Thonon-les-Bains                 | Haute-Savoie            | Auvergne-Rhône-Alpes       | inscrit                  | « PA00118461 », notice no PA00118461 | 46° 22′ 24″ nord, 6° 28′ 40″ est   |       |
| Église Sainte-Cécile de Ceillac                                  | Ceillac                          | Hautes-Alpes            | Provence-Alpes-Côte d'Azur | classé                   | « PA00080542 », notice no PA00080542 | 44° 40′ 13″ nord, 6° 46′ 11″ est   |       |
| Église Saint-Arey de Serres                                      | Serres                           | Hautes-Alpes            | Provence-Alpes-Côte d'Azur | inscrit                  | « PA00080625 », notice no PA00080625 | 44° 25′ 45″ nord, 5° 42′ 58″ est   |       |
| Église de la Nativité-de-la-Sainte-Vierge de Bénac               | Bénac                            | Hautes-Pyrénées         | Occitanie                  | inscrit                  | « PA00095347 », notice no PA00095347 | 43° 09′ 14″ nord, 0° 01′ 31″ est   |       |
| Église Saint-Jean-Baptiste de Campan                             | Campan                           | Hautes-Pyrénées         | Occitanie                  | classé                   | « PA00095357 », notice no PA00095357 | 43° 01′ 00″ nord, 0° 10′ 37″ est   |       |
| Église Saint-Martin d'Ourde                                      | Ourde                            | Hautes-Pyrénées         | Occitanie                  | classé                   | « PA00095405 », notice no PA00095405 | 42° 57′ 32″ nord, 0° 33′ 24″ est   |       |
| Maison Cook                                                      | Boulogne-Billancourt             | Hauts-de-Seine          | Île-de-France              | inscrit                  | « PA00088078 », notice no PA00088078 | 48° 50′ 50″ nord, 2° 14′ 33″ est   |       |
| Château de Meudon et hangar Y                                    | Meudon                           | Hauts-de-Seine          | Île-de-France              | classé                   | « PA00088117 », notice no PA00088117 | 48° 47′ 52″ nord, 2° 14′ 00″ est   |       |
| Villa des Brillants                                              | Meudon                           | Hauts-de-Seine          | Île-de-France              | classé                   | « PA00088123 », notice no PA00088123 | 48° 48′ 51″ nord, 2° 15′ 10″ est   |       |
| Église Notre-Dame de La Caunette                                 | La Caunette                      | Hérault                 | Occitanie                  | inscrit                  | « PA00103413 », notice no PA00103413 | 43° 21′ 13″ nord, 2° 46′ 33″ est   |       |
| Église Saint-Saturnin de Cazouls-lès-Béziers                     | Cazouls-lès-Béziers              | Hérault                 | Occitanie                  | inscrit                  | « PA00103422 », notice no PA00103422 | 43° 23′ 32″ nord, 3° 06′ 05″ est   |       |
| Château de Perdiguier                                            | Maraussan                        | Hérault                 | Occitanie                  | inscrit                  | « PA00103498 », notice no PA00103498 | 43° 22′ 04″ nord, 3° 10′ 15″ est   |       |
| Manoir de la Baronnais                                           | Dinard                           | Ille-et-Vilaine         | Bretagne                   | inscrit                  | « PA00090542 », notice no PA00090542 | 48° 37′ 22″ nord, 2° 03′ 25″ ouest |       |
| Maison de la Croix verte                                         | Dol-de-Bretagne                  | Ille-et-Vilaine         | Bretagne                   | inscrit                  | « PA00090546 », notice no PA00090546 | 48° 33′ 00″ nord, 1° 45′ 15″ ouest |       |
| Château du Bois Glaume                                           | Poligné                          | Ille-et-Vilaine         | Bretagne                   | inscrit                  | « PA00090661 », notice no PA00090661 | 47° 53′ 40″ nord, 1° 40′ 37″ ouest |       |
| Tour d'enceinte                                                  | La Berthenoux                    | Indre                   | Centre-Val de Loire        | inscrit                  | « PA00097274 », notice no PA00097274 | 46° 39′ 33″ nord, 2° 03′ 46″ est   |       |
| Château de la Prune-au-Pot                                       | Ceaulmont                        | Indre                   | Centre-Val de Loire        | inscrit                  | « PA00097287 », notice no PA00097287 | 46° 31′ 03″ nord, 1° 33′ 24″ est   |       |
| Manoir du Marteau                                                | Clion                            | Indre                   | Centre-Val de Loire        | inscrit                  | « PA00097327 », notice no PA00097327 | 46° 56′ 09″ nord, 1° 14′ 45″ est   |       |
| Porte de Mézières-en-Brenne                                      | Mézières-en-Brenne               | Indre                   | Centre-Val de Loire        | inscrit                  | « PA00097397 », notice no PA00097397 | 46° 49′ 13″ nord, 1° 12′ 33″ est   |       |
| Maison noble de Montaignon                                       | Oulches                          | Indre                   | Centre-Val de Loire        | inscrit                  | « PA00097418 », notice no PA00097418 | 46° 36′ 34″ nord, 1° 19′ 16″ est   |       |
| Château de l'Ormeteau                                            | Reuilly                          | Indre                   | Centre-Val de Loire        | inscrit                  | « PA00097438 », notice no PA00097438 | 47° 04′ 12″ nord, 1° 58′ 26″ est   |       |
| Maison Le Belvédère                                              | Bléré                            | Indre-et-Loire          | Centre-Val de Loire        | inscrit                  | « PA00097589 », notice no PA00097589 | 47° 19′ 45″ nord, 0° 59′ 27″ est   |       |
| Chartreuse du Liget                                              | Chemillé-sur-Indrois             | Indre-et-Loire          | Centre-Val de Loire        | classé                   | « PA00097650 », notice no PA00097650 | 47° 08′ 39″ nord, 1° 07′ 49″ est   |       |
| Croix du cimetière de Crissay-sur-Manse                          | Crissay-sur-Manse                | Indre-et-Loire          | Centre-Val de Loire        | inscrit                  | « PA00097721 », notice no PA00097721 | 47° 08′ 51″ nord, 0° 29′ 11″ est   |       |
| Manoir de Chérizy                                                | Joué-lès-Tours                   | Indre-et-Loire          | Centre-Val de Loire        | inscrit                  | « PA00097790 », notice no PA00097790 | 47° 21′ 24″ nord, 0° 41′ 24″ est   |       |
| Chapelle troglodyte de Rochecorbon                               | Rochecorbon                      | Indre-et-Loire          | Centre-Val de Loire        | inscrit                  | « PA00098041 », notice no PA00098041 | 47° 25′ 03″ nord, 0° 45′ 30″ est   |       |
| Auberge à pans de bois de Saché                                  | Saché                            | Indre-et-Loire          | Centre-Val de Loire        | inscrit                  | « PA00098050 », notice no PA00098050 | 47° 14′ 47″ nord, 0° 32′ 37″ est   |       |
| Maison de la Chavonnière                                         | Véretz                           | Indre-et-Loire          | Centre-Val de Loire        | inscrit                  | « PA00098276 », notice no PA00098276 | 47° 20′ 44″ nord, 0° 49′ 06″ est   |       |
| Manoir de la Roche-de-Gennes                                     | Vou                              | Indre-et-Loire          | Centre-Val de Loire        | inscrit                  | « PA00098298 », notice no PA00098298 | 47° 04′ 23″ nord, 0° 50′ 51″ est   |       |
| Château de Pupetières                                            | Châbons                          | Isère                   | Auvergne-Rhône-Alpes       | classé                   | « PA00117132 », notice no PA00117132 | 45° 16′ 24″ nord, 5° 16′ 18″ est   |       |
| Château de Bresson                                               | Moissieu-sur-Dolon               | Isère                   | Auvergne-Rhône-Alpes       | inscrit                  | « PA00117222 », notice no PA00117222 | 45° 22′ 58″ nord, 4° 59′ 09″ est   |       |
| Église Saint-Symphorien de Morestel                              | Morestel                         | Isère                   | Auvergne-Rhône-Alpes       | inscrit                  | « PA00117229 », notice no PA00117229 | 45° 40′ 35″ nord, 5° 28′ 12″ est   |       |
| Château du Passage                                               | Le Passage                       | Isère                   | Auvergne-Rhône-Alpes       | inscrit                  | « PA00117234 », notice no PA00117234 | 45° 31′ 44″ nord, 5° 30′ 48″ est   |       |
| Église Saint-Pierre de Château-Chalon                            | Château-Chalon                   | Jura                    | Bourgogne-Franche-Comté    | classé                   | « PA00101824 », notice no PA00101824 | 46° 45′ 14″ nord, 5° 37′ 29″ est   |       |
| Croix de Plénise                                                 | Plénise                          | Jura                    | Bourgogne-Franche-Comté    | inscrit                  | « PA00101993 », notice no PA00101993 | 46° 48′ 27″ nord, 6° 01′ 48″ est   |       |
| Église Saint-Martin d'Orx                                        | Orx                              | Landes                  | Nouvelle-Aquitaine         | inscrit                  | « PA00083992 », notice no PA00083992 | 43° 36′ 11″ nord, 1° 22′ 10″ ouest |       |
| Château de Cuzieu                                                | Cuzieu                           | Loire                   | Auvergne-Rhône-Alpes       | inscrit                  | « PA00117479 », notice no PA00117479 | 45° 36′ 35″ nord, 4° 15′ 44″ est   |       |
| Croix de cimetière de Saint-Étienne-le-Molard                    | Saint-Étienne-le-Molard          | Loire                   | Auvergne-Rhône-Alpes       | classé                   | « PA00117606 », notice no PA00117606 | 45° 43′ 56″ nord, 4° 05′ 20″ est   |       |
| Église Saint-Galmier de Saint-Galmier                            | Saint-Galmier                    | Loire                   | Auvergne-Rhône-Alpes       | inscrit                  | « PA00117610 », notice no PA00117610 | 45° 35′ 28″ nord, 4° 19′ 08″ est   |       |
| Chapelle Saint-Jean de Saint-Just-Saint-Rambert                  | Saint-Just-Saint-Rambert         | Loire                   | Auvergne-Rhône-Alpes       | inscrit                  | « PA00117637 », notice no PA00117637 | 45° 29′ 51″ nord, 4° 14′ 44″ est   |       |
| Église Saint-Laurent de Saint-Laurent-Rochefort                  | Saint-Laurent-Rochefort          | Loire                   | Auvergne-Rhône-Alpes       | inscrit                  | « PA00117642 », notice no PA00117642 | 45° 46′ 25″ nord, 3° 55′ 26″ est   |       |
| Croix de La Tourette                                             | La Tourette                      | Loire                   | Auvergne-Rhône-Alpes       | inscrit                  | « PA00117671 », notice no PA00117671 | 45° 24′ 53″ nord, 4° 05′ 01″ est   |       |
| Église Saint-Martin de Cortrat                                   | Cortrat                          | Loiret                  | Centre-Val de Loire        | inscrit                  | « PA00098758 », notice no PA00098758 | 47° 53′ 47″ nord, 2° 45′ 56″ est   |       |
| Église Saint-André de Fons                                       | Fons                             | Lot                     | Occitanie                  | inscrit                  | « PA00095087 », notice no PA00095087 | 44° 39′ 45″ nord, 1° 57′ 03″ est   |       |
| Église Saint-Pierre-ès-Liens de Gigouzac                         | Gigouzac                         | Lot                     | Occitanie                  | inscrit                  | « PA00095095 », notice no PA00095095 | 44° 34′ 58″ nord, 1° 26′ 01″ est   |       |
| Église Saint-Jean-Baptiste de Saint-Jean-Mirabel                 | Saint-Jean-Mirabel               | Lot                     | Occitanie                  | inscrit                  | « PA00095243 », notice no PA00095243 | 44° 37′ 17″ nord, 2° 06′ 31″ est   |       |
| Église Saint-André de Saux                                       | Saux                             | Lot                     | Occitanie                  | inscrit                  | « PA00095258 », notice no PA00095258 | 44° 23′ 19″ nord, 1° 05′ 07″ est   |       |
| Église Saint-Samson                                              | Angers                           | Maine-et-Loire          | Pays de la Loire           | inscrit                  | « PA00108878 », notice no PA00108878 | 47° 28′ 32″ nord, 0° 32′ 42″ ouest |       |
| Prieuré d'Avrillé                                                | Beaufort-en-Anjou                | Maine-et-Loire          | Pays de la Loire           | classé                   | « PA00108964 », notice no PA00108964 | 47° 26′ 12″ nord, 0° 14′ 04″ ouest |       |
| Église Saint-Symphorien                                          | Bouchemaine                      | Maine-et-Loire          | Pays de la Loire           | inscrit                  | « PA00108980 », notice no PA00108980 | 47° 25′ 20″ nord, 0° 36′ 32″ ouest |       |
| Église Saint-Pierre                                              | Champtocé-sur-Loire              | Maine-et-Loire          | Pays de la Loire           | inscrit                  | « PA00109021 », notice no PA00109021 | 47° 24′ 43″ nord, 0° 51′ 52″ ouest |       |
| Église Saint-Pierre de Chanzeaux                                 | Chemillé-en-Anjou                | Maine-et-Loire          | Pays de la Loire           | inscrit                  | « PA00109024 », notice no PA00109024 | 47° 15′ 51″ nord, 0° 38′ 39″ ouest |       |
| Église Saint-Maurice de Chartrené                                | Baugé-en-Anjou                   | Maine-et-Loire          | Pays de la Loire           | inscrit                  | « PA00109031 », notice no PA00109031 | 47° 29′ 30″ nord, 0° 07′ 33″ ouest |       |
| Église Notre-Dame de Châteauneuf-sur-Sarthe                      | Les Hauts-d'Anjou                | Maine-et-Loire          | Pays de la Loire           | inscrit                  | « PA00109033 », notice no PA00109033 | 47° 40′ 52″ nord, 0° 29′ 06″ ouest |       |
| Église Saint-Denis                                               | Cizay-la-Madeleine               | Maine-et-Loire          | Pays de la Loire           | inscrit                  | « PA00109057 », notice no PA00109057 | 47° 11′ 18″ nord, 0° 11′ 15″ ouest |       |
| Église Saint-Blaise de Corné                                     | Loire-Authion                    | Maine-et-Loire          | Pays de la Loire           | inscrit                  | « PA00109062 », notice no PA00109062 | 47° 28′ 16″ nord, 0° 21′ 04″ ouest |       |
| Chapelle Saint-Étienne de Doucé                                  | Morannes sur Sarthe-Daumeray     | Maine-et-Loire          | Pays de la Loire           | inscrit                  | « PA00109071 », notice no PA00109071 | 47° 39′ 55″ nord, 0° 22′ 28″ ouest |       |
| Église Saint-Aubin                                               | Dénezé-sous-Doué                 | Maine-et-Loire          | Pays de la Loire           | inscrit                  | « PA00109078 », notice no PA00109078 | 47° 14′ 33″ nord, 0° 16′ 19″ ouest |       |
| Église Saint-Martin                                              | Grez-Neuville                    | Maine-et-Loire          | Pays de la Loire           | inscrit                  | « PA00109132 », notice no PA00109132 | 47° 36′ 11″ nord, 0° 41′ 15″ ouest |       |
| Château de la Faucille                                           | Segré-en-Anjou Bleu              | Maine-et-Loire          | Pays de la Loire           | inscrit                  | « PA00109133 », notice no PA00109133 | 47° 44′ 35″ nord, 0° 54′ 58″ ouest |       |
| Manoir Les Vents                                                 | Le Lion-d'Angers                 | Maine-et-Loire          | Pays de la Loire           | inscrit                  | « PA00109151 », notice no PA00109151 | 47° 39′ 02″ nord, 0° 46′ 33″ ouest |       |
| Église Sainte-Madeleine-et-Saint-Jean                            | Louresse-Rochemenier             | Maine-et-Loire          | Pays de la Loire           | inscrit                  | « PA00109160 », notice no PA00109160 | 47° 13′ 59″ nord, 0° 17′ 44″ ouest |       |
| Manoir de la Brideraie                                           | Marcé                            | Maine-et-Loire          | Pays de la Loire           | inscrit                  | « PA00109167 », notice no PA00109167 | 47° 35′ 01″ nord, 0° 18′ 57″ ouest |       |
| Église Saint-Martin-de-Tours                                     | Marcé                            | Maine-et-Loire          | Pays de la Loire           | inscrit                  | « PA00109166 », notice no PA00109166 | 47° 34′ 49″ nord, 0° 19′ 39″ ouest |       |
| Presbytère                                                       | Montreuil-Bellay                 | Maine-et-Loire          | Pays de la Loire           | inscrit                  | « PA00109207 », notice no PA00109207 | 47° 08′ 13″ nord, 0° 09′ 24″ ouest |       |
| Église Saint-Aubin de Morannes                                   | Morannes sur Sarthe-Daumeray     | Maine-et-Loire          | Pays de la Loire           | inscrit                  | « PA00109217 », notice no PA00109217 | 47° 44′ 42″ nord, 0° 25′ 04″ ouest |       |
| Manoir de l'Aunay-Gontard                                        | Chemillé-en-Anjou                | Maine-et-Loire          | Pays de la Loire           | inscrit                  | « PA00109225 », notice no PA00109225 | 47° 16′ 46″ nord, 0° 46′ 24″ ouest |       |
| Château de la Romanerie                                          | Saint-Barthélemy-d'Anjou         | Maine-et-Loire          | Pays de la Loire           | inscrit                  | « PA00109255 », notice no PA00109255 | 47° 29′ 02″ nord, 0° 30′ 27″ ouest |       |
| Château de la Touche-Savary                                      | Saint-Germain-des-Prés           | Maine-et-Loire          | Pays de la Loire           | inscrit                  | « PA00109271 », notice no PA00109271 | 47° 24′ 26″ nord, 0° 49′ 44″ ouest |       |
| Chapelle de la Marsaulaie                                        | Loire-Authion                    | Maine-et-Loire          | Pays de la Loire           | inscrit                  | « PA00109281 », notice no PA00109281 | 47° 25′ 11″ nord, 0° 20′ 42″ ouest |       |
| Manoir de la Marsaulaie                                          | Loire-Authion                    | Maine-et-Loire          | Pays de la Loire           | inscrit                  | « PA00109283 », notice no PA00109283 | 47° 25′ 00″ nord, 0° 20′ 38″ ouest |       |
| Église Saint-Melaine                                             | Saint-Melaine-sur-Aubance        | Maine-et-Loire          | Pays de la Loire           | inscrit                  | « PA00109284 », notice no PA00109284 | 47° 22′ 12″ nord, 0° 29′ 46″ ouest |       |
| Église Saint-Philbert                                            | Saint-Philbert-du-Peuple         | Maine-et-Loire          | Pays de la Loire           | inscrit                  | « PA00109285 », notice no PA00109285 | 47° 23′ 35″ nord, 0° 02′ 37″ ouest |       |
| Tour du Bourg                                                    | Saumur                           | Maine-et-Loire          | Pays de la Loire           | classé                   | « PA00109343 », notice no PA00109343 | 47° 15′ 25″ nord, 0° 04′ 40″ ouest |       |
| Église Saint-Pierre de Dampierre-sur-Loire                       | Saumur                           | Maine-et-Loire          | Pays de la Loire           | inscrit                  | « PA00109318 », notice no PA00109318 | 47° 14′ 31″ nord, 0° 01′ 41″ ouest |       |
| Château du Bois                                                  | Soulaire-et-Bourg                | Maine-et-Loire          | Pays de la Loire           | inscrit                  | « PA00109366 », notice no PA00109366 | 47° 34′ 40″ nord, 0° 33′ 01″ ouest |       |
| Église Saint-Martin                                              | Soulaire-et-Bourg                | Maine-et-Loire          | Pays de la Loire           | inscrit                  | « PA00109368 », notice no PA00109368 | 47° 34′ 44″ nord, 0° 33′ 00″ ouest |       |
| Église Saint-Martin-de-Vertou                                    | Soulaire-et-Bourg                | Maine-et-Loire          | Pays de la Loire           | inscrit                  | « PA00109367 », notice no PA00109367 | 47° 34′ 44″ nord, 0° 33′ 00″ ouest |       |
| Église Saint-Vincent                                             | Les Ulmes                        | Maine-et-Loire          | Pays de la Loire           | inscrit                  | « PA00109393 », notice no PA00109393 | 47° 13′ 11″ nord, 0° 10′ 43″ ouest |       |
| Église Saint-Martin-de-Vertou                                    | Varennes-sur-Loire               | Maine-et-Loire          | Pays de la Loire           | inscrit                  | « PA00109396 », notice no PA00109396 | 47° 14′ 18″ nord, 0° 03′ 17″ est   |       |
| Église Saint-Pierre de Villevêque                                | Rives-du-Loir-en-Anjou           | Maine-et-Loire          | Pays de la Loire           | inscrit                  | « PA00109412 », notice no PA00109412 | 47° 33′ 38″ nord, 0° 25′ 20″ ouest |       |
| Château                                                          | Auvers                           | Manche                  | Normandie                  | inscrit                  | « PA00110322 », notice no PA00110322 | 49° 18′ 00″ nord, 1° 19′ 20″ ouest |       |
| Église                                                           | Gonneville-Le Theil              | Manche                  | Normandie                  | inscrit                  | « PA00110412 », notice no PA00110412 | 49° 38′ 17″ nord, 1° 27′ 56″ ouest |       |
| Château                                                          | Gonneville-Le Theil              | Manche                  | Normandie                  | inscrit                  | « PA00110411 », notice no PA00110411 | 49° 38′ 18″ nord, 1° 28′ 01″ ouest |       |
| Église Notre-Dame                                                | La Hague                         | Manche                  | Normandie                  | classé                   | « PA00110436 », notice no PA00110436 | 49° 41′ 02″ nord, 1° 54′ 16″ ouest |       |
| Manoir de Vauville                                               | La Hague                         | Manche                  | Normandie                  | inscrit                  | « PA00110636 », notice no PA00110636 | 49° 38′ 08″ nord, 1° 50′ 42″ ouest |       |
| Château de Braux-Sainte-Cohière                                  | Braux-Sainte-Cohière             | Marne                   | Grand Est                  | classé                   | « PA00078597 », notice no PA00078597 | 49° 05′ 33″ nord, 4° 49′ 37″ est   |       |
| Immeuble                                                         | Châlons-en-Champagne             | Marne                   | Grand Est                  | inscrit                  | « PA00078629 », notice no PA00078629 | 48° 57′ 23″ nord, 4° 22′ 02″ est   |       |
| Église Saint-Pierre de La Chapelle-Lasson                        | La Chapelle-Lasson               | Marne                   | Grand Est                  | classé                   | « PA00078657 », notice no PA00078657 | 48° 37′ 21″ nord, 3° 49′ 56″ est   |       |
| Château de Martigny de Colmey                                    | Colmey                           | Meurthe-et-Moselle      | Grand Est                  | inscrit                  | « PA00106013 », notice no PA00106013 | 49° 27′ 25″ nord, 5° 33′ 30″ est   |       |
| Retable de l'Assomption                                          | Beaulieu-en-Argonne              | Meuse                   | Grand Est                  | classé                   | « PA00106496 », notice no PA00106496 | 49° 02′ 13″ nord, 5° 01′ 57″ est   |       |
| Château de Commercy                                              | Commercy                         | Meuse                   | Grand Est                  | classé                   | « PA00106509 », notice no PA00106509 | 48° 45′ 49″ nord, 5° 35′ 32″ est   |       |
| Château de la Varenne                                            | Haironville                      | Meuse                   | Grand Est                  | classé                   | « PA00106541 », notice no PA00106541 | 48° 41′ 10″ nord, 5° 04′ 58″ est   |       |
| Château de Jean d'Heurs                                          | Lisle-en-Rigault                 | Meuse                   | Grand Est                  | classé                   | « PA00106557 », notice no PA00106557 | 48° 43′ 36″ nord, 5° 02′ 45″ est   |       |
| Immeuble Noguez                                                  | Verdun                           | Meuse                   | Grand Est                  | inscrit                  | « PA00106663 », notice no PA00106663 | 49° 09′ 35″ nord, 5° 22′ 56″ est   |       |
| Allée couverte de Lann-et-Vein                                   | Camors                           | Morbihan                | Bretagne                   | classé                   | « PA00091069 », notice no PA00091069 | 47° 50′ 16″ nord, 2° 59′ 48″ ouest |       |
| Château du Coscro                                                | Lignol                           | Morbihan                | Bretagne                   | inscrit                  | « PA00091364 », notice no PA00091364 | 48° 01′ 35″ nord, 3° 14′ 13″ ouest |       |
| Tumulus de Saint Fiacre                                          | Melrand                          | Morbihan                | Bretagne                   | classé                   | « PA00091440 », notice no PA00091440 | 48° 00′ 02″ nord, 3° 05′ 45″ ouest |       |
| Oppidum de Mané-Coh-Castel                                       | Plouhinec                        | Morbihan                | Bretagne                   | inscrit                  | « PA00091533 », notice no PA00091533 | 47° 40′ 20″ nord, 3° 12′ 24″ ouest |       |
| Abbaye Saint-Clément de Metz                                     | Metz                             | Moselle                 | Grand Est                  | classé                   | « PA00106810 », notice no PA00106810 | 49° 07′ 29″ nord, 6° 10′ 34″ est   |       |
| Cloître des Récollets                                            | Metz                             | Moselle                 | Grand Est                  | classé                   | « PA00106826 », notice no PA00106826 | 49° 07′ 10″ nord, 6° 10′ 49″ est   |       |
| Église Saint-Laurent de Béard                                    | Béard                            | Nièvre                  | Bourgogne-Franche-Comté    | classé                   | « PA00112803 », notice no PA00112803 | 46° 51′ 42″ nord, 3° 19′ 35″ est   |       |
| Maison                                                           | La Charité-sur-Loire             | Nièvre                  | Bourgogne-Franche-Comté    | inscrit                  | « PA00112836 », notice no PA00112836 | 47° 10′ 38″ nord, 3° 00′ 55″ est   |       |
| Château de Pignol                                                | Tannay                           | Nièvre                  | Bourgogne-Franche-Comté    | inscrit                  | « PA00113030 », notice no PA00113030 | 47° 21′ 00″ nord, 3° 34′ 55″ est   |       |
| Prison de Bourbourg                                              | Bourbourg                        | Nord                    | Hauts-de-France            | inscrit                  | « PA00107386 », notice no PA00107386 | 50° 56′ 50″ nord, 2° 11′ 46″ est   |       |
| Maison                                                           | Douai                            | Nord                    | Hauts-de-France            | inscrit                  | « PA00107468 », notice no PA00107468 | 50° 22′ 10″ nord, 3° 04′ 52″ est   |       |
| Hôtel de Barneville                                              | Valenciennes                     | Nord                    | Hauts-de-France            | inscrit                  | « PA00107853 », notice no PA00107853 | 50° 21′ 22″ nord, 3° 31′ 09″ est   |       |
| Église Saint-Pierre de Thibivillers                              | Thibivillers                     | Oise                    | Hauts-de-France            | inscrit                  | « PA00114918 », notice no PA00114918 | 49° 18′ 03″ nord, 1° 54′ 01″ est   |       |
| Église Notre-Dame-de-la-Nativité d'Habloville                    | Habloville                       | Orne                    | Normandie                  | inscrit                  | « PA00110818 », notice no PA00110818 | 48° 47′ 04″ nord, 0° 10′ 12″ ouest |       |
| Château de Maison-Maugis                                         | Maison-Maugis                    | Orne                    | Normandie                  | inscrit                  | « PA00110843 », notice no PA00110843 | 48° 27′ 06″ nord, 0° 42′ 13″ est   |       |
| Manoir de la Baronnie                                            | Marcei                           | Orne                    | Normandie                  | inscrit                  | « PA00110845 », notice no PA00110845 | 48° 39′ 47″ nord, 0° 02′ 34″ est   |       |
| Manoir du Pontgirard                                             | Monceaux-au-Perche               | Orne                    | Normandie                  | inscrit                  | « PA00110855 », notice no PA00110855 | 48° 28′ 46″ nord, 0° 42′ 24″ est   |       |
| Église Saint-Marc de Vaux-le-Bardoult                            | Montgaroult                      | Orne                    | Normandie                  | inscrit                  | « PA00110856 », notice no PA00110856 | 48° 45′ 55″ nord, 0° 09′ 27″ ouest |       |
| Église Saint-Germain de Loisé                                    | Mortagne-au-Perche               | Orne                    | Normandie                  | classé                   | « PA00110861 », notice no PA00110861 | 48° 31′ 05″ nord, 0° 34′ 04″ est   |       |
| Collégiale de Toussaint                                          | Mortagne-au-Perche               | Orne                    | Normandie                  | classé                   | « PA00110858 », notice no PA00110858 | 48° 31′ 22″ nord, 0° 32′ 52″ est   |       |
| Logis capitulaire de Sées                                        | Sées                             | Orne                    | Normandie                  | inscrit                  | « PA00110949 », notice no PA00110949 | 48° 36′ 21″ nord, 0° 10′ 22″ est   |       |
| Pension Belhomme                                                 | 11e arrondissement de Paris      | Paris                   | Île-de-France              | inscrit                  | « PA00086544 », notice no PA00086544 | 48° 51′ 25″ nord, 2° 23′ 21″ est   |       |
| Gare de Lyon                                                     | 12e arrondissement de Paris      | Paris                   | Île-de-France              | classé                   | « PA00086570 », notice no PA00086570 | 48° 50′ 41″ nord, 2° 22′ 25″ est   |       |
| La Ruche                                                         | 15e arrondissement de Paris      | Paris                   | Île-de-France              | inscrit                  | « PA00086660 », notice no PA00086660 | 48° 49′ 56″ nord, 2° 17′ 48″ est   |       |
| Basilique Notre-Dame-des-Victoires                               | 2e arrondissement de Paris       | Paris                   | Île-de-France              | classé                   | « PA00086017 », notice no PA00086017 | 48° 51′ 59″ nord, 2° 20′ 27″ est   |       |
| Théâtre Directoire                                               | 3e arrondissement de Paris       | Paris                   | Île-de-France              | inscrit                  | « PA00086236 », notice no PA00086236 | 48° 51′ 40″ nord, 2° 21′ 43″ est   |       |
| Immeuble                                                         | 5e arrondissement de Paris       | Paris                   | Île-de-France              | inscrit                  | « PA00088464 », notice no PA00088464 | 48° 51′ 01″ nord, 2° 20′ 50″ est   |       |
| Hôtel                                                            | 5e arrondissement de Paris       | Paris                   | Île-de-France              | inscrit                  | « PA00088439 », notice no PA00088439 | 48° 50′ 28″ nord, 2° 20′ 26″ est   |       |
| Immeuble                                                         | 5e arrondissement de Paris       | Paris                   | Île-de-France              | inscrit                  | « PA00088463 », notice no PA00088463 | 48° 50′ 48″ nord, 2° 20′ 53″ est   |       |
| Couvent des Petits Augustins                                     | 6e arrondissement de Paris       | Paris                   | Île-de-France              | classé                   | « PA00088507 », notice no PA00088507 | 48° 51′ 24″ nord, 2° 20′ 04″ est   |       |
| Immeuble                                                         | 6e arrondissement de Paris       | Paris                   | Île-de-France              | inscrit                  | « PA00088565 », notice no PA00088565 | 48° 51′ 04″ nord, 2° 19′ 44″ est   |       |
| Hôtel de Périgord                                                | 7e arrondissement de Paris       | Paris                   | Île-de-France              | inscrit                  | « PA00088728 », notice no PA00088728 | 48° 51′ 28″ nord, 2° 19′ 24″ est   |       |
| Colonne Blanchard                                                | Guînes                           | Pas-de-Calais           | Hauts-de-France            | inscrit                  | « PA00108297 », notice no PA00108297 | 50° 50′ 31″ nord, 1° 52′ 02″ est   |       |
| Fontaine de Wimille                                              | Wimille                          | Pas-de-Calais           | Hauts-de-France            | inscrit                  | « PA00108450 », notice no PA00108450 | 50° 45′ 43″ nord, 1° 38′ 01″ est   |       |
| Église Saint-Barthélémy de Brenat                                | Brenat                           | Puy-de-Dôme             | Auvergne-Rhône-Alpes       | inscrit                  | « PA00091922 », notice no PA00091922 | 45° 33′ 10″ nord, 3° 18′ 34″ est   |       |
| Église Notre-Dame-de-l'Assomption de Ceilloux                    | Ceilloux                         | Puy-de-Dôme             | Auvergne-Rhône-Alpes       | inscrit                  | « PA00091930 », notice no PA00091930 | 45° 39′ 09″ nord, 3° 30′ 51″ est   |       |
| Église Saint-Blaise d'Effiat                                     | Effiat                           | Puy-de-Dôme             | Auvergne-Rhône-Alpes       | classé                   | « PA00092117 », notice no PA00092117 | 46° 02′ 36″ nord, 3° 15′ 14″ est   |       |
| Église Saint-Loup de Grandeyrolles                               | Grandeyrolles                    | Puy-de-Dôme             | Auvergne-Rhône-Alpes       | classé                   | « PA00092134 », notice no PA00092134 | 45° 34′ 37″ nord, 3° 03′ 26″ est   |       |
| Borne de justice de Lussat                                       | Lussat                           | Puy-de-Dôme             | Auvergne-Rhône-Alpes       | classé                   | « PA00092158 », notice no PA00092158 | 45° 51′ 00″ nord, 3° 12′ 37″ est   |       |
| Borne armoriée de Messeix                                        | Messeix                          | Puy-de-Dôme             | Auvergne-Rhône-Alpes       | classé                   | « PA00092184 », notice no PA00092184 |                                    |       |
| Maison                                                           | Montaigut                        | Puy-de-Dôme             | Auvergne-Rhône-Alpes       | inscrit                  | « PA00092197 », notice no PA00092197 | 46° 10′ 50″ nord, 2° 48′ 33″ est   |       |
| Borne de justice de Mozac                                        | Mozac                            | Puy-de-Dôme             | Auvergne-Rhône-Alpes       | classé                   | « PA00092210 », notice no PA00092210 | 45° 53′ 17″ nord, 3° 05′ 56″ est   |       |
| Croix du chemin des Côtes                                        | Nohanent                         | Puy-de-Dôme             | Auvergne-Rhône-Alpes       | classé                   | « PA00092218 », notice no PA00092218 | 45° 48′ 39″ nord, 3° 03′ 42″ est   |       |
| Château de Parentignat                                           | Parentignat                      | Puy-de-Dôme             | Auvergne-Rhône-Alpes       | classé                   | « PA00092234 », notice no PA00092234 | 45° 31′ 58″ nord, 3° 17′ 30″ est   |       |
| Croix du Buisson                                                 | Pessat-Villeneuve                | Puy-de-Dôme             | Auvergne-Rhône-Alpes       | inscrit                  | « PA00092237 », notice no PA00092237 | 45° 55′ 16″ nord, 3° 10′ 19″ est   |       |
| Hôtel de Chabrol-Tournoëlle                                      | Riom                             | Puy-de-Dôme             | Auvergne-Rhône-Alpes       | inscrit                  | « PA00092278 », notice no PA00092278 | 45° 53′ 36″ nord, 3° 06′ 59″ est   |       |
| Hôtel Thuret                                                     | Riom                             | Puy-de-Dôme             | Auvergne-Rhône-Alpes       | inscrit                  | « PA00092289 », notice no PA00092289 | 45° 53′ 40″ nord, 3° 06′ 33″ est   |       |
| Croix de Saint-Martin-des-Olmes                                  | Saint-Martin-des-Olmes           | Puy-de-Dôme             | Auvergne-Rhône-Alpes       | inscrit                  | « PA00092370 », notice no PA00092370 | 45° 32′ 29″ nord, 3° 47′ 51″ est   |       |
| Logis                                                            | Saint-Saturnin                   | Puy-de-Dôme             | Auvergne-Rhône-Alpes       | inscrit                  | « PA00092393 », notice no PA00092393 | 45° 39′ 44″ nord, 3° 05′ 44″ est   |       |
| Borne armoriée de Messeix                                        | Saint-Sulpice                    | Puy-de-Dôme             | Auvergne-Rhône-Alpes       | classé                   | « PA00092398 », notice no PA00092398 |                                    |       |
| Croix de Galcetaburu                                             | Gamarthe                         | Pyrénées-Atlantiques    | Nouvelle-Aquitaine         | classé                   | « PA00084389 », notice no PA00084389 | 43° 12′ 39″ nord, 1° 08′ 14″ ouest |       |
| Église Saint-Saturnin de Boule-d'Amont                           | Boule-d'Amont                    | Pyrénées-Orientales     | Occitanie                  | inscrit                  | « PA00103969 », notice no PA00103969 | 42° 34′ 45″ nord, 2° 36′ 50″ est   |       |
| Église Sainte-Marie de Brouilla                                  | Brouilla                         | Pyrénées-Orientales     | Occitanie                  | classé                   | « PA00103973 », notice no PA00103973 | 42° 33′ 58″ nord, 2° 54′ 14″ est   |       |
| Église Saint-Cyr-et-Sainte-Julitte de Canohès                    | Canohès                          | Pyrénées-Orientales     | Occitanie                  | inscrit                  | « PA00103979 », notice no PA00103979 | 42° 39′ 07″ nord, 2° 50′ 09″ est   |       |
| Église Saint-Étienne de Caramany                                 | Caramany                         | Pyrénées-Orientales     | Occitanie                  | inscrit                  | « PA00103980 », notice no PA00103980 | 42° 44′ 08″ nord, 2° 34′ 15″ est   |       |
| Église Sainte-Marie du Mercadal                                  | Castelnou                        | Pyrénées-Orientales     | Occitanie                  | inscrit                  | « PA00103982 », notice no PA00103982 | 42° 37′ 17″ nord, 2° 42′ 10″ est   |       |
| Arc d'Elne                                                       | Elne                             | Pyrénées-Orientales     | Occitanie                  | inscrit                  | « PA00104011 », notice no PA00104011 | 42° 35′ 58″ nord, 2° 58′ 12″ est   |       |
| Immeuble                                                         | Elne                             | Pyrénées-Orientales     | Occitanie                  | inscrit                  | « PA00104013 », notice no PA00104013 | 42° 35′ 58″ nord, 2° 58′ 18″ est   |       |
| Porte de Balagué                                                 | Elne                             | Pyrénées-Orientales     | Occitanie                  | inscrit                  | « PA00104014 », notice no PA00104014 | 42° 35′ 54″ nord, 2° 58′ 16″ est   |       |
| Église Sainte-Colombe de Sainte-Colombe-de-la-Commanderie        | Sainte-Colombe-de-la-Commanderie | Pyrénées-Orientales     | Occitanie                  | inscrit                  | « PA00104112 », notice no PA00104112 | 42° 36′ 53″ nord, 2° 44′ 51″ est   |       |
| Église Saint-André de Tarerach                                   | Tarerach                         | Pyrénées-Orientales     | Occitanie                  | inscrit                  | « PA00104137 », notice no PA00104137 | 42° 41′ 26″ nord, 2° 30′ 05″ est   |       |
| Château de la Chaize                                             | Odenas                           | Rhône                   | Auvergne-Rhône-Alpes       | classé                   | « PA00118008 », notice no PA00118008 | 46° 05′ 23″ nord, 4° 38′ 01″ est   |       |
| Maison de la Cadière                                             | Oullins                          | Rhône                   | Auvergne-Rhône-Alpes       | inscrit                  | « PA00118011 », notice no PA00118011 | 45° 43′ 19″ nord, 4° 48′ 06″ est   |       |
| Croix de cimetière                                               | Ronno                            | Rhône                   | Auvergne-Rhône-Alpes       | inscrit                  | « PA00118022 », notice no PA00118022 | 45° 59′ 09″ nord, 4° 22′ 53″ est   |       |
| Château de Pizay                                                 | Saint-Jean-d'Ardières            | Rhône                   | Auvergne-Rhône-Alpes       | inscrit                  | « PA00118043 », notice no PA00118043 | 46° 08′ 17″ nord, 4° 42′ 02″ est   |       |
| Église de Saint-Romain-en-Gal                                    | Saint-Romain-en-Gal              | Rhône                   | Auvergne-Rhône-Alpes       | classé                   | « PA00118057 », notice no PA00118057 | 45° 32′ 09″ nord, 4° 51′ 30″ est   |       |
| Hôtel de Ganay                                                   | Autun                            | Saône-et-Loire          | Bourgogne-Franche-Comté    | inscrit                  | « PA00113083 », notice no PA00113083 | 46° 56′ 59″ nord, 4° 18′ 03″ est   |       |
| Immeuble                                                         | Autun                            | Saône-et-Loire          | Bourgogne-Franche-Comté    | inscrit                  | « PA00113084 », notice no PA00113084 | 46° 57′ 06″ nord, 4° 18′ 00″ est   |       |
| Église Saint-Pierre-et-Saint-Paul de Chamilly                    | Chamilly                         | Saône-et-Loire          | Bourgogne-Franche-Comté    | inscrit                  | « PA00113184 », notice no PA00113184 | 46° 52′ 05″ nord, 4° 41′ 03″ est   |       |
| Château de Saint-Point                                           | Saint-Point                      | Saône-et-Loire          | Bourgogne-Franche-Comté    | classé                   | « PA00113454 », notice no PA00113454 | 46° 20′ 37″ nord, 4° 36′ 55″ est   |       |
| Palais de Justice                                                | Tournus                          | Saône-et-Loire          | Bourgogne-Franche-Comté    | inscrit                  | « PA00113489 », notice no PA00113489 | 46° 33′ 38″ nord, 4° 54′ 43″ est   |       |
| Chapelle Notre-Dame de l'Habit                                   | Domfront-en-Champagne            | Sarthe                  | Pays de la Loire           | inscrit                  | « PA00109740 », notice no PA00109740 | 48° 06′ 50″ nord, 0° 00′ 40″ est   |       |
| Château de la Bâtie                                              | Barby                            | Savoie                  | Auvergne-Rhône-Alpes       | inscrit                  | « PA00118193 », notice no PA00118193 | 45° 34′ 46″ nord, 5° 59′ 04″ est   |       |
| Église Notre-Dame-de-l'Assomption de Bonneval-sur-Arc            | Bonneval-sur-Arc                 | Savoie                  | Auvergne-Rhône-Alpes       | inscrit                  | « PA00118207 », notice no PA00118207 | 45° 22′ 18″ nord, 7° 02′ 44″ est   |       |
| Église de La Trinité de Peisey-Nancroix                          | Peisey-Nancroix                  | Savoie                  | Auvergne-Rhône-Alpes       | inscrit                  | « PA00118286 », notice no PA00118286 | 45° 32′ 52″ nord, 6° 45′ 22″ est   |       |
| Église Saint-Bon de Saint-Bon-Tarentaise (Courchevel)            | Saint-Bon-Tarentaise             | Savoie                  | Auvergne-Rhône-Alpes       | inscrit                  | « PA00118292 », notice no PA00118292 | 45° 26′ 04″ nord, 6° 38′ 14″ est   |       |
| Église Saint-Rémi de Congis-sur-Thérouanne                       | Congis-sur-Thérouanne            | Seine-et-Marne          | Île-de-France              | classé                   | « PA00086900 », notice no PA00086900 | 49° 00′ 19″ nord, 2° 58′ 27″ est   |       |
| Église Saint-Laurent des Écrennes                                | Les Écrennes                     | Seine-et-Marne          | Île-de-France              | inscrit                  | « PA00086939 », notice no PA00086939 | 48° 30′ 12″ nord, 2° 51′ 26″ est   |       |
| Ferme de la Salle                                                | Grandpuits-Bailly-Carrois        | Seine-et-Marne          | Île-de-France              | inscrit                  | « PA00087016 », notice no PA00087016 | 48° 34′ 56″ nord, 2° 57′ 48″ est   |       |
| Obélisque de Saint-Augustin                                      | Saint-Augustin                   | Seine-et-Marne          | Île-de-France              | classé                   | « PA00087266 », notice no PA00087266 | 48° 45′ 40″ nord, 3° 01′ 27″ est   |       |
| Manoir de Roquefort                                              | Angiens                          | Seine-Maritime          | Normandie                  | inscrit                  | « PA00100542 », notice no PA00100542 | 49° 49′ 29″ nord, 0° 47′ 24″ est   |       |
| Château de Bénouville                                            | Bénouville                       | Seine-Maritime          | Normandie                  | inscrit                  | « PA00100557 », notice no PA00100557 | 49° 42′ 52″ nord, 0° 14′ 38″ est   |       |
| Château du Val-d'Arques                                          | Saint-Eustache-la-Forêt          | Seine-Maritime          | Normandie                  | classé                   | « PA00101027 », notice no PA00101027 | 49° 33′ 51″ nord, 0° 26′ 34″ est   |       |
| Château d'Herbouville                                            | Saint-Pierre-le-Vieux            | Seine-Maritime          | Normandie                  | inscrit                  | « PA00101045 », notice no PA00101045 | 49° 50′ 55″ nord, 0° 52′ 10″ est   |       |
| Commanderie de Sainte-Vaubourg                                   | Val-de-la-Haye                   | Seine-Maritime          | Normandie                  | inscrit                  | « PA00101073 », notice no PA00101073 | 49° 22′ 18″ nord, 0° 59′ 35″ est   |       |
| Hôtel de ville                                                   | Clichy-sous-Bois                 | Seine-Saint-Denis       | Île-de-France              | inscrit                  | « PA00079931 », notice no PA00079931 | 48° 54′ 39″ nord, 2° 32′ 45″ est   |       |
| Chapelle Notre-Dame-Ô-Pie de Pierregot                           | Pierregot                        | Somme                   | Hauts-de-France            | inscrit                  | « PA00116220 », notice no PA00116220 | 50° 00′ 34″ nord, 2° 23′ 04″ est   |       |
| Maison Lardaillé                                                 | Castres                          | Tarn                    | Occitanie                  | inscrit                  | « PA00095518 », notice no PA00095518 | 43° 36′ 19″ nord, 2° 15′ 19″ est   |       |
| Château de Massaguel                                             | Massaguel                        | Tarn                    | Occitanie                  | inscrit                  | « PA00095602 », notice no PA00095602 | 43° 29′ 35″ nord, 2° 09′ 38″ est   |       |
| Église Notre-Dame de Noailhac                                    | Noailhac                         | Tarn                    | Occitanie                  | inscrit                  | « PA00095611 », notice no PA00095611 | 43° 34′ 20″ nord, 2° 21′ 08″ est   |       |
| Chapelle de Cahuzaguet                                           | Saint-Grégoire                   | Tarn                    | Occitanie                  | inscrit                  | « PA00095636 », notice no PA00095636 | 43° 56′ 00″ nord, 2° 15′ 19″ est   |       |
| Château de Mauriac                                               | Senouillac                       | Tarn                    | Occitanie                  | inscrit                  | « PA00095645 », notice no PA00095645 | 43° 57′ 25″ nord, 1° 55′ 53″ est   |       |
| Église de l'Assomption de Castelsagrat                           | Castelsagrat                     | Tarn-et-Garonne         | Occitanie                  | classé                   | « PA00095721 », notice no PA00095721 | 44° 11′ 01″ nord, 0° 56′ 50″ est   |       |
| Église Saint-Sulpice-de-Bourges de Montagudet                    | Montagudet                       | Tarn-et-Garonne         | Occitanie                  | inscrit                  | « PA00095795 », notice no PA00095795 | 44° 14′ 38″ nord, 1° 05′ 35″ est   |       |
| Collège des Jésuites                                             | Montauban                        | Tarn-et-Garonne         | Occitanie                  | classé                   | « PA00095800 », notice no PA00095800 | 44° 01′ 04″ nord, 1° 21′ 24″ est   |       |
| Hôtel Le Franc de Pompignan                                      | Montauban                        | Tarn-et-Garonne         | Occitanie                  | classé                   | « PA00095804 », notice no PA00095804 | 44° 01′ 06″ nord, 1° 21′ 09″ est   |       |
| Chapelle de Saint-Julien-de-Couyssels                            | Roquecor                         | Tarn-et-Garonne         | Occitanie                  | inscrit                  | « PA00095861 », notice no PA00095861 | 44° 19′ 48″ nord, 0° 57′ 20″ est   |       |
| Colombier                                                        | Créteil                          | Val-de-Marne            | Île-de-France              | inscrit                  | « PA00079872 », notice no PA00079872 | 48° 47′ 34″ nord, 2° 27′ 31″ est   |       |
| Maison de la Belle Image                                         | Marolles-en-Brie                 | Val-de-Marne            | Île-de-France              | classé                   | « PA00079893 », notice no PA00079893 | 48° 43′ 59″ nord, 2° 32′ 55″ est   |       |
| Église Notre-Dame de Favas                                       | Bargemon                         | Var                     | Provence-Alpes-Côte d'Azur | inscrit                  | « PA00081535 », notice no PA00081535 | 43° 37′ 11″ nord, 6° 33′ 04″ est   |       |
| Château de Montfort-sur-Argens                                   | Montfort-sur-Argens              | Var                     | Provence-Alpes-Côte d'Azur | inscrit                  | « PA00081681 », notice no PA00081681 | 43° 28′ 28″ nord, 6° 07′ 15″ est   |       |
| Chapelle Saint-Victor de Villecroze                              | Villecroze                       | Var                     | Provence-Alpes-Côte d'Azur | inscrit                  | « PA00081777 », notice no PA00081777 | 43° 34′ 52″ nord, 6° 16′ 12″ est   |       |
| Chapelle Notre-Dame-de-Clairmont d'Apt                           | Apt                              | Vaucluse                | Provence-Alpes-Côte d'Azur | inscrit                  | « PA00081801 », notice no PA00081801 | 43° 51′ 01″ nord, 5° 21′ 54″ est   |       |
| Maison Jean-Vilar                                                | Avignon                          | Vaucluse                | Provence-Alpes-Côte d'Azur | inscrit                  | « PA00081849 », notice no PA00081849 | 43° 56′ 57″ nord, 4° 48′ 24″ est   |       |
| Oratoire Saint-Jean                                              | Caseneuve                        | Vaucluse                | Provence-Alpes-Côte d'Azur | inscrit                  | « PA00082015 », notice no PA00082015 | 43° 52′ 22″ nord, 5° 27′ 08″ est   |       |
| Église Notre-Dame de Puget                                       | Puget                            | Vaucluse                | Provence-Alpes-Côte d'Azur | inscrit                  | « PA00082137 », notice no PA00082137 | 43° 45′ 17″ nord, 5° 16′ 10″ est   |       |
| Château des Echardières                                          | Sèvremont                        | Vendée                  | Pays de la Loire           | inscrit                  | « PA00110095 », notice no PA00110095 | 46° 47′ 54″ nord, 0° 51′ 59″ ouest |       |
| Château de Saint-Juire                                           | Saint-Juire-Champgillon          | Vendée                  | Pays de la Loire           | inscrit                  | « PA00110250 », notice no PA00110250 | 46° 34′ 49″ nord, 1° 01′ 47″ ouest |       |
| Château de la Bonnelière                                         | Sèvremont                        | Vendée                  | Pays de la Loire           | inscrit                  | « PA00110258 », notice no PA00110258 | 46° 49′ 36″ nord, 0° 56′ 07″ ouest |       |
| Château de Châtellerault                                         | Châtellerault                    | Vienne                  | Nouvelle-Aquitaine         | inscrit                  | « PA00105738 », notice no PA00105738 | 46° 47′ 20″ nord, 0° 34′ 33″ est   |       |
| Maison des Échevins                                              | Loudun                           | Vienne                  | Nouvelle-Aquitaine         | inscrit                  | « PA00105505 », notice no PA00105505 | 47° 00′ 24″ nord, 0° 04′ 57″ est   |       |
| Prieuré Notre-Dame d'Availles                                    | Nouaillé-Maupertuis              | Vienne                  | Nouvelle-Aquitaine         | inscrit                  | « PA00105567 », notice no PA00105567 | 46° 29′ 47″ nord, 0° 26′ 19″ est   |       |
| Pont des Fées                                                    | Gérardmer                        | Vosges                  | Grand Est                  | inscrit                  | « PA00107175 », notice no PA00107175 | 48° 05′ 11″ nord, 6° 54′ 11″ est   |       |
| Immeuble                                                         | Lamarche                         | Vosges                  | Grand Est                  | classé                   | « PA00107191 », notice no PA00107191 | 48° 04′ 07″ nord, 5° 46′ 56″ est   |       |
| Pont des Fées                                                    | Xonrupt-Longemer                 | Vosges                  | Grand Est                  | inscrit                  | « PA00107324 », notice no PA00107324 | 48° 05′ 11″ nord, 6° 54′ 11″ est   |       |
| Abbaye Saint-Pierre                                              | Auxerre                          | Yonne                   | Bourgogne-Franche-Comté    | inscrit                  | « PA00113580 », notice no PA00113580 | 47° 47′ 43″ nord, 3° 34′ 31″ est   |       |
| Église Saint-Sébastien de Parly                                  | Parly                            | Yonne                   | Bourgogne-Franche-Comté    | classé                   | « PA00113774 », notice no PA00113774 | 47° 45′ 52″ nord, 3° 20′ 53″ est   |       |
| Maison                                                           | Sens                             | Yonne                   | Bourgogne-Franche-Comté    | inscrit                  | « PA00113869 », notice no PA00113869 | 48° 11′ 49″ nord, 3° 17′ 04″ est   |       |
| Maison                                                           | Sens                             | Yonne                   | Bourgogne-Franche-Comté    | inscrit                  | « PA00113870 », notice no PA00113870 | 48° 11′ 50″ nord, 3° 17′ 04″ est   |       |
| Hôtel Le Fournier d'Yauville (ancienne Institution Sainte-Paule) | Sens                             | Yonne                   | Bourgogne-Franche-Comté    | inscrit                  | « PA00113868 », notice no PA00113868 | 48° 11′ 48″ nord, 3° 17′ 04″ est   |       |
| Hôtel                                                            | Sens                             | Yonne                   | Bourgogne-Franche-Comté    | inscrit                  | « PA00113864 », notice no PA00113864 | 48° 11′ 48″ nord, 3° 17′ 04″ est   |       |
| Immeuble                                                         | Sens                             | Yonne                   | Bourgogne-Franche-Comté    | inscrit                  | « PA00113866 », notice no PA00113866 | 48° 11′ 55″ nord, 3° 17′ 14″ est   |       |
| Maison, 14 rue du pont                                           | Tonnerre                         | Yonne                   | Bourgogne-Franche-Comté    | inscrit                  | « PA00113913 », notice no PA00113913 | 47° 51′ 28″ nord, 3° 58′ 35″ est   |       |
| Maison, 31 rue du pont                                           | Tonnerre                         | Yonne                   | Bourgogne-Franche-Comté    | inscrit                  | « PA00113915 », notice no PA00113915 | 47° 51′ 30″ nord, 3° 58′ 36″ est   |       |
| Maison, 6 rue du pont                                            | Tonnerre                         | Yonne                   | Bourgogne-Franche-Comté    | inscrit                  | « PA00113911 », notice no PA00113911 | 47° 51′ 26″ nord, 3° 58′ 32″ est   |       |
| Maison, 12 rue du pont                                           | Tonnerre                         | Yonne                   | Bourgogne-Franche-Comté    | inscrit                  | « PA00113912 », notice no PA00113912 | 47° 51′ 27″ nord, 3° 58′ 34″ est   |       |
| Maison, 16 rue du pont                                           | Tonnerre                         | Yonne                   | Bourgogne-Franche-Comté    | inscrit                  | « PA00113914 », notice no PA00113914 | 47° 51′ 28″ nord, 3° 58′ 35″ est   |       |
| Maison, 4 rue du pont                                            | Tonnerre                         | Yonne                   | Bourgogne-Franche-Comté    | inscrit                  | « PA00113910 », notice no PA00113910 | 47° 51′ 26″ nord, 3° 58′ 32″ est   |       |
| Rendez-vous de chasse des Clayes-sous-Bois                       | Les Clayes-sous-Bois             | Yvelines                | Île-de-France              | inscrit                  | « PA00087409 », notice no PA00087409 | 48° 49′ 09″ nord, 1° 59′ 18″ est   |       |
| Château de Neuville                                              | Gambais                          | Yvelines                | Île-de-France              | classé                   | « PA00087438 », notice no PA00087438 | 48° 46′ 03″ nord, 1° 40′ 10″ est   |       |
| Vieille Église                                                   | Maisons-Laffitte                 | Yvelines                | Île-de-France              | classé                   | « PA00087493 », notice no PA00087493 | 48° 56′ 47″ nord, 2° 09′ 08″ est   |       |
| Église Saint-Rémy de Mittainville                                | Mittainville                     | Yvelines                | Île-de-France              | inscrit                  | « PA00087545 », notice no PA00087545 | 48° 40′ 10″ nord, 1° 38′ 43″ est   |       |
| Château des Lions                                                | Le Port-Marly                    | Yvelines                | Île-de-France              | inscrit                  | « PA00087574 », notice no PA00087574 | 48° 52′ 42″ nord, 2° 06′ 41″ est   |       |
| Maison forte de Gourville                                        | Prunay-en-Yvelines               | Yvelines                | Île-de-France              | inscrit                  | « PA00087579 », notice no PA00087579 | 48° 30′ 56″ nord, 1° 47′ 28″ est   |       |
| Maison Claude Debussy                                            | Saint-Germain-en-Laye            | Yvelines                | Île-de-France              | inscrit                  | « PA00087622 », notice no PA00087622 | 48° 53′ 49″ nord, 2° 05′ 34″ est   |       |
| Hôtel de Créquy                                                  | Saint-Germain-en-Laye            | Yvelines                | Île-de-France              | inscrit                  | « PA00087615 », notice no PA00087615 | 48° 53′ 46″ nord, 2° 05′ 31″ est   |       |
| Hôtel de villeroy                                                | Saint-Germain-en-Laye            | Yvelines                | Île-de-France              | inscrit                  | « PA00087620 », notice no PA00087620 | 48° 53′ 50″ nord, 2° 05′ 40″ est   |       |